# Antrodiaetus microunicolor
Espèce
Antrodiaetus microunicolor est une espèce d'araignées mygalomorphes de la famille des Antrodiaetidae.

## Distribution
Cette espèce est endémique de Caroline du Nord aux États-Unis,. Elle a été découverte dans le comté de Macon.

## Publication originale
- Hendrixson & Bond, 2005 : Two sympatric species of Antrodiaetus from southwestern North Carolina (Araneae, Mygalomorphae, Antrodiaetidae). Zootaxa, no 872, p. 1–19 (texte intégral).